# Malachra rudis
Malachra rudis är en malvaväxtart som beskrevs av George Bentham. Malachra rudis ingår i släktet Malachra och familjen malvaväxter. Inga underarter finns listade i Catalogue of Life.